# Kvalifikation til VM i fodbold 2006
Kvalifikation til VM i fodbold 2006 viser kampe og grupperesultater for samtlige kampe, der blev spillet i perioden 2004-2005 med henblik på at finde de 32 hold til slutrunden om VM i fodbold 2006, der afholdes i Tyskland.

## Overordnet fordeling af slutrundedeltagerne
Som arrangør af slutrunden var Tyskland automatisk sikret deltagelse, så reelt skulle der kun findes 31. Fordelingen af disse hold skete i første omgang på zoner, så UEFA (Europa) fik 13 repræsentanter, CAF (Afrika) fik 5 repræsentanter, AFC (Asien) og CONMEBOL (Sydamerika) hver 4½ repræsentanter, CONCACAF (Nord- og Centralamerika samt Caribien) fik 3½ repræsentanter og OFC fik ½ repræsentant. 
Når der her nævnes halve repræsentanter, så fungerede dette i praksis ved, at det femtebedste hold fra CONMEBOL spillede playoff-kampe mod vinderen fra OFC om en plads, mens det femtebedste hold fra AFC spillede playoff-kampe mod det fjerdebedste hold fra CONCACAF om en plads. 

## UEFA (Europa)
For en detaljeret beskrivelse af kvalifikationen i UEFA, se Kvalifikation til VM i fodbold 2006, UEFA
Alle lande i Europa deltog i kvalifikationen, bortset fra Tyskland. De blev fordelt i otte grupper efter en lodtrækning, hvor det via en forhåndsseedning blev sikret, at landene styrkemæssigt blev nogenlunde rimeligt fordelt. Af de otte grupper kom de tre hver til at bestå af syv lande, mens de fem sidste hver bestod af seks lande.
Alle otte gruppevindere kvalificerede sig direkte til slutrunden sammen med de to bedstplacerede toere.  De tre sidste deltagere blev fundet, ved at de seks øvrige toere fra grupperne blev sat sammen parvis, som så spillede to playoff-kampe. De tre hold, der således samlet vandt playoff-kampene, kvalificerede sig som de sidste tre europæiske deltagere.
De ti lande, der kvalificerede sig direkte, er markeret med fed herunder, mens de tre lande, der kvalificerede sig via playoff-kampe er markeret med kursiv.
| Gruppe 1        | Gruppe 2        | Gruppe 3                | Gruppe 4     |
| --------------- | --------------- | ----------------------- | ------------ |
| 1. Holland      | 1. Ukraine      | 1. Portugal             | 1. Frankrig  |
| 2. Tjekkiet     | 2. Tyrkiet      | 2. Slovakiet            | 2. Schweiz   |
| 3. Rumænien     | 3. Danmark      | 3. Rusland              | 3. Israel    |
| 4. Finland      | 4. Grækenland   | 4. Estland              | 4. Irland    |
| 5. Makedonien   | 5. Albanien     | 5. Letland              | 5. Cypern    |
| 6. Andorra      | 6. Georgien     | 6. Liechtenstein        | 6. Færøerne  |
| 7. Armenien     | 7. Kasakhstan   | 7. Luxembourg           |              |
| Gruppe 5        | Gruppe 6        | Gruppe 7                | Gruppe 8     |
| 1. Italien      | 1. England      | 1. Serbien & Montenegro | 1. Kroatien  |
| 2. Norge        | 2. Polen        | 2. Spanien              | 2. Sverige   |
| 3. Skotland     | 3. Østrig       | 3. Bosnien-Hercegovina  | 3. Bulgarien |
| 4. Slovenien    | 4. Nordirland   | 4. Belgien              | 4. Ungarn    |
| 5. Hviderusland | 5. Wales        | 5. Litauen              | 5. Island    |
| 6. Moldova      | 6. Aserbajdsjan | 6. San Marino           | 6. Malta     |

## CAF (Afrika)
For en detaljeret beskrivelse af kvalifikationen i CAF, se Kvalifikation til VM i fodbold 2006, CAF
I Afrika deltog 51 ud af 52 medlemmer af CAF i kvalifikationen, som foregik i to runder.
Første runde foregik efter cup-systemet, hvor 42 af landene blev sammensat parvis efter lodtrækning. Disse par spillede så mod hinanden på ude- og hjemmebane, og de 21 vindere heraf kvalificerede sig til anden runde, hvor også de ni seedede lande fra CAF, der stod over i første runde, kom med.
Anden runde foregik som gruppespil med fem grupper med seks hold i hver, hvor vinderen af hver gruppe kvalificerede sig til slutrunden. Lodtrækningen til grupperne var baseret på seedninger.
| Group 1    | Group 2         | Group 3            | Group 4     | Group 5     |
| ---------- | --------------- | ------------------ | ----------- | ----------- |
| 1. Togo    | 1. Ghana        | 1. Elfenbenskysten | 1. Angola   | 1. Tunesien |
| 2. Senegal | 2. DR Congo     | 2. Cameroun        | 2. Nigeria  | 2. Marokko  |
| 3. Zambia  | 3. Sydafrika    | 3. Egypten         | 3. Zimbabwe | 3. Guinea   |
| 4. Congo   | 4. Burkina Faso | 4. Libyen          | 4. Gabon    | 4. Kenya    |
| 5. Mali    | 5. Kap Verde    | 5. Sudan           | 5. Algeriet | 5. Botswana |
| 6. Liberia | 6. Uganda       | 6. Benin           | 6. Rwanda   | 6. Malawi   |

## CONMEBOL (Sydamerika)
For en detaljeret beskrivelse af kvalifikationen i CONMEBOL, se Kvalifikation til VM i fodbold 2006, CONMEBOL
I Sydamerika spillede alle ti medlemmer af CONMEBOL en turnering alle mod alle (ude og hjemme), og de fire øverst placerede ved afslutningen kvalificerede sig direkte til slutrunden, mens det femtebedste hold spillede playoff mod vinderen af OFC. Igen er de kvalificerede markeret med fed.
| 1. Brasilien |
| 2. Argentina |
| 3. Ecuador   |
| 4. Paraguay  |
| 5. Uruguay   |
| 6. Colombia  |
| 7. Chile     |
| 8. Venezuela |
| 9. Peru      |
| 10. Bolivia  |

## AFC (Asien)
For en detaljeret beskrivelse af kvalifikationen i AFC, se Kvalifikation til VM i fodbold 2006, AFC
I Asien deltog 39 af 44 medlemslande i kvalifikationen, der foregik i tre runder.
I første runde spillede de 14 lavestplacerede AFC-lande på verdensranglisten i et cup-system, hvor der i en lodtrækning blev sammensat par med af de syv bedst placerede og et af de syv dårligst placerede lande. De samlede vindere af en ude- og hjemmekamp kvalificerede sig til anden runde.
I anden runde blev de syv hold, der var kvalificeret fra første runde, sammen med de 25 øvrige tilmeldte hold fordelt i otte grupper med fire hold i hver. Grupperne blev sammensat tilfældig, hvor der dog blev taget hensyn til en seedning af holdene. De otte gruppevindere gik videre til tredje runde.
Resultatet af anden runde blev følgende:
| Gruppe 1      | Gruppe 2        | Gruppe 3      | Gruppe 4         |
| ------------- | --------------- | ------------- | ---------------- |
| 1. Iran       | 1. Usbekistan   | 1. Japan      | 1. Kuwait        |
| 2. Jordan     | 2. Irak         | 2. Oman       | 2. Kina          |
| 3. Qatar      | 3. Palæstina    | 3. Indien     | 3. Hong Kong     |
| 4. Laos       | 4. Taiwan       | 4. Singapore  | 4. Malaysia      |
| Gruppe 5      | Gruppe 6        | Gruppe 7      | Gruppe 8         |
| 1. Nordkorea  | 1. Bahrain      | 1. Sydkorea   | 1. Saudi-Arabien |
| 2. Emiraterne | 2. Syrien       | 2. Libanon    | 2. Turkmenistan  |
| 3. Thailand   | 3. Tadsjikistan | 3. Vietnam    | 3. Indonesien    |
| 4. Yemen      | 4. Kirgisistan  | 4. Maldiverne | 4. Sri Lanka     |

I tredje runde blev de otte vindere fra anden runde opdelt i to grupper med fire hold i hver. Fordelingen skete efter samme princip som i anden runde. Vinderne og toerne fra hver af de to grupper kvalificerede sig direkte til slutrunden, mens de to treere mødte hinanden i playoff-kampe, hvor vinderen gik videre til playoff-kampe mod et hold fra CONCACAF. De direkte kvalificerede lande er markeret med fed.
| Gruppe 1         | Gruppe 2     |
| ---------------- | ------------ |
| 1. Saudi-Arabien | 1. Japan     |
| 2. Sydkorea      | 2. Iran      |
| 3. Usbekistan    | 3. Bahrain   |
| 4. Kuwait        | 4. Nordkorea |

Playoff-kampene mellem Usbekistan og Bahrain endte med en samlet sejr til Bahrain.

## CONCACAF (Nord- og Mellemamerika samt Caribien)
For en detaljeret beskrivelse af kvalifikationen i CONCACAF, se Kvalifikation til VM i fodbold 2006, CONCACAF
Af CONCACAFs 35 medlemmer deltog 34 i kvalifikationen, der foregik i tre runder.
I første runde blev holdene fordelt i ti grupper med hver tre hold og to grupper med to. Grupperne med tre hold havde hver et seedet hold, og de to øvrige hold spillede først efter cup-systemet ude og hjemme, hvor vinderen så kvalificerede sig til at møde det seedede hold. Også her (samt i to-holdsgrupperne) spillede man efter cup-systemet, og de tolv samlede vindere gik videre til anden runde.
I anden runde blev vinderne fra første runde fordelt i tre grupper med hver fire hold, der spillede alle mod alle ude og hjemme. Vinderne og toerne fra hver gruppe gik videre til tredje runde. Resultatet af anden runde ses her:
| Gruppe 1       | Gruppe 2      | Gruppe 3                      |
| -------------- | ------------- | ----------------------------- |
| 1. USA         | 1. Costa Rica | 1. Mexico                     |
| 2. Panama      | 2. Guatemala  | 2. Trinidad & Tobago          |
| 3. Jamaica     | 3. Honduras   | 3. St. Vincent & Grenadinerne |
| 4. El Salvador | 4. Canada     | 4. St. Kitts & Nevis          |

I tredje runde spillede alle seks kvalificerede hold fra anden runde i et gruppespil, hvor de tre øverstplacerede kvalificerede sig direkte til slutrunden (markeret med fed), mens nummer fire spillede playoff-kampe mod et hold fra AFC.
| 1. USA               |
| 2. Mexico            |
| 3. Costa Rica        |
| 4. Trinidad & Tobago |
| 5. Guatemala         |
| 6. Panama            |

## OFC (Oceanien)
For en detaljeret beskrivelse af kvalifikationen i OFC, se Kvalifikation til VM i fodbold 2006, OFC
OFCs 11 medlemmer deltog alle sammen med Ny Caledonien, der var med på dispensation. Kvalifikationen foregik i tre runder.
I første runde stod Australien og New Zealand over, mens de øvrige hold blev opdelt i to grupper med hver fem hold, der spillede efter pulje-systemet. Vindere og toere gik videre til anden runde.
I anden runde spillede de fire kvalificerede fra første runde samt oversidderne i et gruppespil efter pulje-systemet, hvor vinder og toer gik videre til tredje runde. Resultatet af anden runde var følgende:
| 1. Australien   |
| 2. Salomonøerne |
| 3. New Zealand  |
| 4. Fiji         |
| 5. Tahiti       |
| 6. Vanuatu      |

Tredje runde var playoff-kampe mellem disse to, og vinderen heraf gik videre til endnu en playoff-kamp mod nummer fem fra CONMEBOL. Australien vandt tredje runde og kvalificerede sig således til playoff-kampen mod CONMEBOL-holdet.

## Playoff-kampe
De to playoff-kampe, der gik på tværs af kontinenterne, blev som følger med det kvalificerede hold markeret med fed:
- Uruguay (CONMEBOL) –  Australien (OFC): Efter to hjemmesejre på 1-0 blev kampene afgjort med straffesparkskonkurrence, der endte 3-2 til Australien
- Bahrain (AFC) –  Trinidad & Tobago (CONCACAF): Trinidad & Tobago vandt 1-0 på udebane og spillede 1-1 hjemme